# Kiss of Death (album Motörhead)
Kiss of Death – dziewiętnasty album studyjny zespołu Motörhead, wydany 29 sierpnia 2006 roku nakładem wytwórni muzycznej Steamhammer, pododdziału SPV GmbH. Został zarejestrowany w 2006 roku w Paramount Studios w Hollywood, NRG Studios w North Hollywood oraz Maple Studios w Costa Mesa. Nagrania były promowane teledyskiem do utworu „Be My Baby”.
Album dotarł do 20. miejsca listy Billboard Independent Albums w Stanach Zjednoczonych, sprzedając się w nakładzie 3,5 tys. egzemplarzy w przeciągu tygodnia od dnia premiery.

## Lista utworów
Opracowano na podstawie materiału źródłowego.
| Nr  | Tytuł utworu                 | Autorzy                                      | Długość |
| --- | ---------------------------- | -------------------------------------------- | ------- |
| 1.  | „Sucker”                     | Kilmister, Campbell, Dee                     | 02:59   |
| 2.  | „One Night Stand”            | Kilmister, Campbell, Dee                     | 03:05   |
| 3.  | „Devil I Know”               | Kilmister, Campbell, Dee                     | 03:01   |
| 4.  | „Trigger”                    | Kilmister, Campbell, Dee                     | 03:53   |
| 5.  | „Under the Gun”              | Kilmister, Campbell, Dee                     | 04:45   |
| 6.  | „God Was Never on Your Side” | Kilmister, Campbell, Dee                     | 04:21   |
| 7.  | „Living in the Past”         | Kilmister, Campbell, Dee                     | 03:45   |
| 8.  | „Christine”                  | Kilmister, Campbell, Dee                     | 03:42   |
| 9.  | „Sword of Glory”             | Kilmister, Campbell, Dee                     | 03:57   |
| 10. | „Be My Baby”                 | Kilmister, Campbell, Dee                     | 03:40   |
| 11. | „Kingdom of the Worm”        | Kilmister, Campbell, Dee                     | 04:08   |
| 12. | „Going Down”                 | Phil Campbell, Kilmister, Dee, Todd Campbell | 03:35   |
|     |                              |                                              | 44:51   |

## Twórcy
Opracowano na podstawie materiału źródłowego.
| Zespół Motörhead w składzie - Lemmy Kilmister – ilustracje, gitara basowa, śpiew - Philip Campbell – gitara - Mikkey Dee – perkusja Dodatkowi muzycy - Zoli Teglas - gościnnie śpiew (6) - C.C. Deville - gościnnie gitara (6) - Mike Inez – gościnnie gitara basowa (5) |  | Inni - Kevin Bartley - mastering - Robert John - zdjęcia - Todd Campbell - przedprodukcja - Cameron Webb - produkcja muzyczna, inżynieria dźwięku, miksowanie - Mike Fasano - obsługa techniczna - Michel Schreiber - tłumaczenia z języka łacińskiego - Sergio Chavez - inżynieria dźwięku - Joe Petagno – oprawa graficzna - Steffan Chirazi - kierownictwo artystyczne - Mark Abramson - design |

## Wydania
| Rok  | Nr katalogowy          | Format              | Wydawca           | Region            | Źródło |
| ---- | ---------------------- | ------------------- | ----------------- | ----------------- | ------ |
| 2006 | SPV 99910 CD Ltd.      | CD, Album, Ltd, Dig | Steamhammer       | Niemcy            | [ 16 ] |
| 2006 | SPV 99910 CD Digi      | CD, Album, Promo    | Steamhammer       | Niemcy            | [ 16 ] |
| 2006 | SPV 80001003           | CD, Promo, Album    | Steamhammer       | Niemcy            | [ 16 ] |
| 2006 | SPV 99911 LP, 28777 LP | LP, Album           | Steamhammer       | Niemcy            | [ 16 ] |
| 2006 | 28777 LP               | LP, Album           | Steamhammer       | Niemcy            | [ 16 ] |
| 2006 | 28835 LP               | LP, Pic, Album      | Steamhammer       | Niemcy            | [ 16 ] |
| 2006 | SPV 99912 CD           | CD, Album           | Steamhammer       | Niemcy            | [ 16 ] |
| 2006 | 06076-84784-2 RE1      | CD, Album           | Sanctuary Records | Stany Zjednoczone | [ 16 ] |
| 2006 | 06076-84784-2          | CD, Album           | Sanctuary Records | Stany Zjednoczone | [ 16 ] |
| 2006 | SPV 99912 CD           | CD, Album           | Союз              | Rosja             | [ 16 ] |
| 2006 | VICP 63608             | CD, Album, Dig      | Victor            | Japonia           | [ 16 ] |

## Listy sprzedaży
| Lista                        | Kraj              | Pozycja |
| ---------------------------- | ----------------- | ------- |
| Media Control Charts         | Niemcy            | 5       |
| Suomen virallinen lista      | Finlandia         | 16      |
| Sverigetopplistan            | Szwecja           | 10      |
| UK Albums Chart              | Wielka Brytania   | 10      |
| VG-lista                     | Norwegia          | 9       |
| MegaCharts                   | Holandia          | 64      |
| SNEP                         | Francja           | 37      |
| Schweizer Hitparade          | Szwajcaria        | 26      |
| Ö3 Austria Top 40            | Austria           | 20      |
| Billboard Independent Albums | Stany Zjednoczone | 20      |
| Oricon                       | Japonia           | 203     |
| FIMI                         | Włochy            | 42      |